# Claude Béchard
Pour les articles homonymes, voir Béchard.
Claude Béchard (29 juin 1969, Saint-Philippe-de-Néri – 7 septembre 2010, Québec) est un homme politique québécois.
Il est député libéral de Kamouraska-Témiscouata de 1997 à 2010, et à partir de 2003, ministre dans le gouvernement de Jean Charest. Du 23 juin 2009 au 3 septembre 2010, il est ministre de l’Agriculture, des Pêcheries et de l'Alimentation, ainsi que ministre responsable des Affaires intergouvernementales canadiennes et de la Réforme des institutions démocratiques. Il meurt des suites d'un cancer, à l'âge de 41 ans.

## Biographie
Né à Saint-Philippe-de-Néri et dernier d'une famille de huit enfants, Claude Béchard étudie à l'Université Laval où il obtient son baccalauréat en science politique en 1991 et sa maîtrise en aménagement du territoire et développement régional en 1994.
Il est auxiliaire d'enseignement à l'université durant ses études, puis conseiller politique de Daniel Johnson de 1993 à 1996. En 1997, il devient vice-président du Parti libéral du Québec, puis député de Kamouraska-Témiscouata lors d'une élection partielle. Durant le deuxième mandat de Lucien Bouchard, Claude Béchard est tour à tour porte-parole libéral en matière d'éducation et d'énergie, ressources. En 1999, il commence des études doctorales en administration publique.
Dans le gouvernement de Jean Charest, il occupe plusieurs ministères et comités, au point d'être parfois qualifié de « ministre le plus polyvalent du cabinet » : il est successivement nommé ministre de l'Emploi, de la Solidarité sociale et de la Famille (d'avril 2003 à février 2005), ministre responsable du Développement économique, de l'Innovation et de l'Exportation (de février 2005 à février 2006), ministre du Développement durable, de l'Environnement et des Parcs (de février 2006 à avril 2007), ministre des Ressources naturelles et de la Faune (depuis avril 2007) et ministre responsable de la région du Saguenay—Lac-Saint-Jean (depuis avril 2007). Aussi, depuis avril 2003, il est ministre responsable des régions du Bas-Saint-Laurent et de la Côte-Nord.
En 2007, dans la foulée du plan vert de la province visant à diminuer les gaz à effet de serre, il manifeste son vif désaccord contre la hausse des prix de l'essence pratiquée par les entreprises pétrolières canadiennes.
Son attachée politique, Nancy Michaud, est retrouvée assassinée le 18 mai 2008 à Rivière-Ouelle, après avoir été enlevée deux jours auparavant. Son assassin, Francis Proulx, est reconnu coupable de meurtre prémédité et condamné le 28 mai 2009 à une peine de prison à perpétuité.
Lors de l'élection générale de 2008, Claude Béchard est réélu député de Kamouraska-Témiscouata. Il est ensuite nommé ministre des Ressources naturelles et ministre responsable de la région du Bas-Saint-Laurent. Le 23 juin 2009, il cède le ministère des Ressources naturelles et de la Faune à Nathalie Normandeau, mais se voit attribuer les responsabilités de l'Agriculture, des Pêcheries et de l'Alimentation. Il devient aussi ministre responsable des Affaires intergouvernementales canadiennes et de la Réforme des institutions démocratiques.

### Maladie
Claude Béchard est hospitalisé le 31 mai 2008 à la suite de problèmes du système digestif. En juin, il subit une intervention chirurgicale pendant laquelle on lui retire une lésion obstructive au duodénum, causée par une tumeur cancéreuse primaire du pancréas. Cette opération entraîne une convalescence de cinq mois, nécessitant un suivi médical soutenu. Il est de nouveau opéré en janvier 2010, en raison d’une récidive du cancer. Le 7 septembre 2010, en matinée, il démissionne à titre de député de Kamouraska-Témiscouata et de ministre du gouvernement du Québec. Il décède quelques heures plus tard. Ses funérailles sont célébrées le 11 septembre à la cathédrale de Sainte-Anne-de-la-Pocatière,. Il est inhumé au cimetière de Saint-Pascal, près de son village natal.

## Distinctions
- Commandeur d'office de l'Ordre national du mérite agricole (2009)